# Richmond (Illinois)
Richmond ist eine Gemeinde (mit dem Status „Village“) im McHenry County im US-amerikanischen Bundesstaat Illinois. Das U.S. Census Bureau hat bei der Volkszählung 2020 eine Einwohnerzahl von 2.089 ermittelt.
Richmond ist Bestandteil der Metropolregion Chicago.

## Geographie
Richmond liegt im nordwestlichen Vorortbereich von Chicago. Wichtigste Wasserläufe sind der North Branch Nippersink Creek und der West Branch Nippersink Creek.
Die Gemeinde grenzt im Norden an den Bundesstaat Wisconsin, im Osten an Burton Township, im Süden an McHenry Township und im Westen an Hebron Township.
Das Stadtzentrum von Chicago befindet sich 86,2 km südöstlich, nach Rockford sind es 68,3 km in westlicher Richtung, Wisconsins Hauptstadt Madison liegt 110 km nordwestlich und nach Milwaukee sind es 71 km in nordnordöstlicher Richtung.

## Geschichte
Der erste Siedler im Jahr 1837 war William A. McConnell, der ursprünglich aus Pennsylvania stammte. 1838 wurde ein Post Office eröffnet. Da bis 1844 weitere Siedler hinzukamen, entstand eine Ortschaft. Zuerst trug die Gemeinde den Namen Montelona. Doch bereits wenige Jahre später erhielt der Ort seinen heutigen Namen nach dem Heimatort des Siedlers Isaac Reed, Richmond in Vermont. Im Jahr 1855 erhielt Richmond einen Eisenbahnanschluss. Und im Jahr 1872 wurde der Ort eine Township. Im Jahr 1902 zerstörte ein verheerender Brand 20 Gebäude in Richmond.

## Verkehr
Durch das Ortszentrum von Richmond, die Main Street, verläuft der US 12, der mit 3998 km einer der längsten Interstate Highways des Landes ist. Durch den Süden des Ortsgebiets, die Kenosha Street, führt die Illinois State Route 173. Alle weiteren Straßen sind untergeordnete Fahrwege sowie innerörtliche Verbindungsstraßen.
Der Flugplatz Westosha Airport befindet sich nur wenige Kilometer nordöstlich der Gemeinde. Der größere Milwaukee Mitchell International Airport von Milwaukee befindet sich 61,7 km nordöstlich von Richmond.

## Demografische Daten

### Einwohnerentwicklung
| Volkszählungsergebnisse – Village of Richmond, Illinois | Volkszählungsergebnisse – Village of Richmond, Illinois | Volkszählungsergebnisse – Village of Richmond, Illinois | Volkszählungsergebnisse – Village of Richmond, Illinois | Volkszählungsergebnisse – Village of Richmond, Illinois | Volkszählungsergebnisse – Village of Richmond, Illinois | Volkszählungsergebnisse – Village of Richmond, Illinois | Volkszählungsergebnisse – Village of Richmond, Illinois | Volkszählungsergebnisse – Village of Richmond, Illinois | Volkszählungsergebnisse – Village of Richmond, Illinois | Volkszählungsergebnisse – Village of Richmond, Illinois |
| Jahr                                                    | 1880                                                    | 1890                                                    | 1900                                                    | 1910                                                    | 1920                                                    | 1930                                                    | 1940                                                    | 1950                                                    | 1960                                                    | 1970                                                    |
| ------------------------------------------------------- | ------------------------------------------------------- | ------------------------------------------------------- | ------------------------------------------------------- | ------------------------------------------------------- | ------------------------------------------------------- | ------------------------------------------------------- | ------------------------------------------------------- | ------------------------------------------------------- | ------------------------------------------------------- | ------------------------------------------------------- |
| Einwohner                                               | 464                                                     | 415                                                     | 576                                                     | 554                                                     | 533                                                     | 514                                                     | 559                                                     | 623                                                     | 855                                                     | 1153                                                    |
| Jahr                                                    | 1980                                                    | 1990                                                    | 2000                                                    | 2010                                                    | 2020                                                    | 2030                                                    | 2040                                                    | 2050                                                    | 2060                                                    | 2070                                                    |
| Einwohner                                               | 1068                                                    | 1016                                                    | 1091                                                    | 1874                                                    | 2089                                                    |                                                         |                                                         |                                                         |                                                         |                                                         |

Nach der Volkszählung im Jahr 2010 lebten in Richmond 1874 Menschen in 904 Haushalten. Die Bevölkerungsdichte betrug 310 Einwohner pro Quadratkilometer. In den 904 Haushalten lebten statistisch je 2,07 Personen.
Ethnisch betrachtet setzte sich die Bevölkerung zusammen aus 93,0 Prozent Weißen, 0,9 Prozent Afroamerikanern, 0,3 Prozent amerikanischen Ureinwohnern, 1,7 Prozent Asiaten sowie 2,1 Prozent aus anderen ethnischen Gruppen; 2,0 Prozent stammten von zwei oder mehr Ethnien ab. Unabhängig von der ethnischen Zugehörigkeit waren 6,9 Prozent der Bevölkerung spanischer oder lateinamerikanischer Abstammung.
19,6 Prozent der Bevölkerung waren unter 18 Jahre alt, 67,6 Prozent waren zwischen 18 und 64 und 12,8 Prozent waren 65 Jahre oder älter. 50,1 Prozent der Bevölkerung war weiblich. Das Durchschnittsalter betrug 38,9 Jahre.

Das mittlere jährliche Einkommen eines Haushalts lag 2017 bei 49.217 USD. Das Pro-Kopf-Einkommen betrug 27.421 USD. 22,4 Prozent der Einwohner lebten unterhalb der Armutsgrenze.

## Sehenswürdigkeiten
- Lucien Boneparte Covell House aus dem Jahr 1905
- Memorial Hall (Stadthalle) aus dem Jahr 1907

## Bildung
Nach Kindergarten und Grundschule (Richmond Consolidated Elementary School) sind die Nippersink Middle School mit mehr als 500 Lernenden und die Richmond–Burton Community High School mit über 700 Lernenden weiterführende Schulen der Gemeinde.

## Söhne und Töchter der Stadt
- Earl Cooley (1880–1940), Politiker
- Tom Amandes (* 1959), Schauspieler